# Jules Armand Colbert de Blainville
Jules Armand Colbert, markýz de Blainville (francouzsky Jean-Jules-Armand Colbert, marquis de Blainville, seigneur d'Ormoy; 17. prosince 1663 – 13. srpna 1704 Ulm) byl francouzský šlechtic, generál a dvořan. Byl synem vlivného státníka z doby Ludvíka XIV. Jeana-Baptista Colberta a od mládí kombinoval kariéru v armádě a u královského dvora. Jako důstojník se zúčastnil dynastických válek přelomu 17. 18. století, vynikal statečností a za války o španělské dědictví dosáhl hodnosti generálporučíka (1702). Padl v bitvě u Höchstädtu.

## Životopis

Erb rodu Colbertů

Pocházel z obchodnického a později šlechtického rodu Colbertů, narodil se jako čtvrtý syn vlivného ministra Jeana-Baptista Colberta (1619–1683) a jeho manželky Marie, rozené Charronové (1630–1687). Již v dětském věku obdržel dekret na úřad intendanta královských staveb, umění a manufaktur, který fakticky zastával jeho otec. Od mládí sloužil v armádě, v hodnosti poručíka vstoupil v roce 1683 k pluku v Pikardii. Původně užíval šlechtický titul seigneur d'Ormoy, po sňatku byl známý pod jménem markýz de Blainville. V roce 1685 zakoupil čestný úřad vrchního ceremoniáře královského dvora (Grand maître des cérémonies de France). Mezitím byl v armádě povýšen na plukovníka (1684) a po smrti svého bratra Charlese Édouarda Colberta, hraběte de Sceaux převzal v roce 1690 velení pluku. Za devítileté války bojoval pod velením maršála Luxembourga ve Flandrech. Zúčastnil se obléhání Monsu a Namuru (1691) a byl zraněn v bitvě u Steenkerque (1692). V roce 1693 dosáhl hodnosti brigádního generála.
V roce 1701 se za finanční odškodnění vzdal funkce ceremoniáře královského dvora a za války o španělské dědictví znovu sloužil v armádě. Vynikal mimořádnou statečností, ve svých rozhodnutích si ale počínal zbrkle, a i když dosáhl vysokých hodností, podle mínění současníků nad sebou potřeboval dohled rozvážnějších velitelů. Bojoval v Horní Falci a stal se guvernérem dobytého města Kaiserwerth, poté se zúčastnil tažení v Nizozemí a Bavorsku. Rychle postupoval v hodnostech, v lednu 1702 byl povýšen na generálmajora (maréchal de camp) a v červnu 1702 dosáhl hodnosti generálporučíka. V bitvě u Höchstädtu utrpěl vážné zranění a na jeho následky zemřel ještě téhož dne při převozu do Ulmu.

## Rodina
V roce 1682 se oženil s Gabrielle de Rochechouart de Mortemart (1665–1750), dcerou Jeana Clauda de Mortemart, markýze de Tonnay-Charente. Tento sňatek s členkou starobylého šlechtického rodu stvrdil pronikání Colbertů jako příslušníků tzv. talárové šlechty (noblesse de robe) mezi nejvyšší francouzskou aristokracii. Z manželství se narodila dcera Anne Colbert, markýza de Blainville (1686–1746), která se provdala za svého bratrance Jeana-Baptista de Rochechouart, 7. vévodu z Mortemartu (1682–1757).
Julesův nejstarší bratr Jean-Baptiste Colbert, markýz de Seignelay (1651–1690) navázal na otcovu kariéru ve státní správě a zastával funkci ministra námořnictva. Další bratr Jacques Nicolas Colbert (1655–1727) byl dlouholetým arcibiskupem v Rouenu a primasem v Normandii. Další bratři Antoine Martin (1659–1689) a Charles Édouard (1670–1690) padli jako důstojníci v devítileté válce. Sestry Jeanne Marie (1650–1732), Henriette Louise (1657–1733) a Marie Anne (1665–1750) se provdaly za příslušníky staré francouzské šlechty a zastávaly funkce u královského dvora.